# Andorra als Jocs Olímpics d'Hivern de 2022
Andorra competí als Jocs Olímpics d'Hivern de 2022 a Pequín, que se celebraren del 4 al 20 de febrer del 2022. Fou la tretzena vegada que el principat participà als Jocs d'hivern, en aquesta ocasió amb una delegació de cinc esportistes.

## Esportistes
| Esport        | Homes | Dones | Total |
| ------------- | ----- | ----- | ----- |
| Esquí alpí    | 1     | 1     | 2     |
| Esquí de fons | 1     | 1     | 2     |
| Surf de neu   | 0     | 1     | 1     |
| Total         | 2     | 3     | 5     |

## Esquí alpí
Andorra aconseguí una plaça masculina i una de femenina d'esquí alpí perquè complia els criteris bàsics de qualificació.
| Esportista         | Prova          | Mànega 1 | Mànega 1 | Mànega 2 | Mànega 2 | Total    | Total    |
| Esportista         | Prova          | Temps    | Posició  | Temps    | Posició  | Temps    | Posició  |
| ------------------ | -------------- | -------- | -------- | -------- | -------- | -------- | -------- |
| Joan Verdú Sánchez | Eslàlom gegant | 1:04.48  | 13       | 1:06.80  | 3        | 2:11.28  | 9        |
| Joan Verdú Sánchez | Supergegant    | N/D      | N/D      | N/D      | N/D      | 1:22.92  | 22       |
| Cande Moreno       | Combinada      | 1:34.05  | 16       | 1:00.29  | 14       | 2:34.34  | 12       |
| Cande Moreno       | Descens        | N/D      | N/D      | N/D      | N/D      | No acabà | No acabà |
| Cande Moreno       | Supergegant    | N/D      | N/D      | N/D      | N/D      | 1:16.72  | 30       |

## Esquí de fons
Andorra complí els criteris bàsics de qualificació per a enviar dos homes i dues dones, però només va fer servir una quota per gènere.
| Esportista              | Prova          | Clàssic | Clàssic | Lliure  | Lliure  | Final     | Final   | Final   |
| Esportista              | Prova          | Temps   | Posició | Temps   | Posició | Temps     | Dèficit | Posició |
| ----------------------- | -------------- | ------- | ------- | ------- | ------- | --------- | ------- | ------- |
| Irineu Esteve Altimiras | 15 km clàssics | N/D     | N/D     | N/D     | N/D     | 40:39.4   | +2:44.6 | 24      |
| Irineu Esteve Altimiras | 30 km skiatló  | 41:37.9 | 27      | 38:54.1 | 16      | 1:21:08.2 | +4:58.4 | 20      |
| Irineu Esteve Altimiras | 50 km lliures  | N/D     | N/D     | N/D     | N/D     | 1:15:09.8 | +3:37.1 | 25      |
| Carola Vila             | 10 km clàssics | N/D     | N/D     | N/D     | N/D     | 31:45.0   | +3:38.7 | 47      |
| Carola Vila             | 15 km skiatló  | 25:09.6 | 43      | 24:32.5 | 50      | 50:28.8   | +6:15.1 | 47      |

## Surf de neu
Andorra rebé una quota després de l'assignació definitiva entre els comitès nacionals.
| Esportista    | Prova           | Classificació | Classificació | Vuitens de final | Quarts de final  | Semifinal        | Final            |                  |
| Esportista    | Prova           | Temps         | Posició       | Vuitens de final | Quarts de final  | Semifinal        | Final            |                  |
| ------------- | --------------- | ------------- | ------------- | ---------------- | ---------------- | ---------------- | ---------------- | ---------------- |
| Maeva Estevez | Snowboard cross | No acabà      | 31            | No començà       | No es classificà | No es classificà | No es classificà | No es classificà |